# Das Conclave von MDCCLXXIV
Das Conclave von MDCCLXXIV ist der deutsche Titel des Librettos zu dem fiktiven Dramma per musica in drei Akten „Il Conclave dell’ anno MDCCLXXIV“, zu dem angeblich Niccolò Piccinni die Musik komponierte. Als Librettist wird Pietro Metastasio vorgetäuscht, der wirkliche Verfasser ist jedoch Sigismondo Chigi Albani della Rovere.

## Handlung
Rom, im vatikanischen Palast sind seit Oktober 1774 die Kardinäle zum Konklave versammelt.
1. Akt
Kardinal Negroni will durch Intrigen und mit Hilfe des französischen Kardinals de Bernis Papst werden, hat aber eine große Gegenpartei in den Kardinälen Albani und deren Kandidat Kardinal Serbelloni. Kardinal Zelada möchte unbedingt Staatssekretär werden und unterstützt den jeweils aussichtsreichsten Kandidaten, wenn nötig auch mehrere gleichzeitig.
2. Akt
Kardinal Negroni ist inzwischen durch Intrigen der Albani-Partei nicht mehr Favorit auf das Papstamt. Kardinal de Bernis ist erzürnt darüber und es kommt zu einer handgreiflichen Auseinandersetzung zwischen DeBernis, den Albanis und den jeweiligen Parteigängern, aus der Kardinal de Bernis geschlagen hervorgeht. Er will nun durch neue Intrigen erreichen, dass jeder andere Kandidat nicht gewählt wird und legt deswegen auch sein Veto gegen die schon erfolgte Wahl Kardinal Serbellonis ein.
3. Akt
Alle Parteien haben sich nun auf Kardinal Fantuzzi geeinigt. Kardinal Zelada hat davon erfahren, auf seiner stürmischen Suche nach diesem einen anderen Kardinal schwer verletzt und wird deswegen in Haft genommen, in der er stirbt. Kardinal Fantuzzi wird zum neuen Papst gekrönt.

## Das Konklave als Gegenstand der Satire
Der Reiz dieses fingierten „Dramma per Musica“ liegt in der satirischen Schilderung der Zustände im Konklave: So tanzen die Kardinäle bei Gelegenheit ein Menuett miteinander, die Kardinäle singen während einer Völlerei ein Loblied auf die angenehmen Seiten des Konklave, die Handgreiflichkeiten werden mit Breviarien, Sand- und Tintenfässern ausgetragen, ein Kardinal tritt wie wahnsinnig auf, die ärztliche Versorgung des verletzten Kardinals wird übertrieben, der durchtriebene Kardinal Zelada wird fast immer auf der Suche nach dem jeweiligen Favoriten gezeigt. Auch die ganz offen behandelten und ausgetragenen wahlpolitischen Absprachen bzw. Intrigen sind herausstechende Bestandteile des Dramentextes. Zu den satirischen Zügen dieses „Dramma per musica“ gehört auch der Schlusschor, der nicht, wie erwartbar, von jubelnden Kardinälen gesungen wird, sondern mit derbem Text von den Kammerdienern des Konklave.
Neben dem eigentlichen Librettotext sind auch die einleitenden Seiten des Librettos Träger der satirischen und verspottenden Absichten. So werden die Kardinäle und andere Würdenträger des päpstlichen Hofes als Bühnenmaler, Ballettmeister, Kostümbildner, Bühnenmeister und Balletttänzer aufgeführt.